# Infirmar
Infirmar oder auch Infirmarius bzw. Infirmaria (aus dem Lateinischen: infirmus „schwach“, „krank“, Plural: infirmi) bezeichnet einen Bruder bzw. eine Schwester, der oder die im Kloster für die Versorgung der Kranken und die Versorgung der auf ständige Pflege Angewiesenen zuständig ist. Er wurde manchmal auch als Siechmeister bezeichnet. In größeren Klöstern wird er/sie meist von weiteren Helfern unterstützt. 
Dieses Amt wird schon in der Regel des Hl. Benedikt von Nursia in Kapitel 36 beschrieben. Dort heißt es: „Die kranken Brüder sollen einen eigenen Raum haben und einen eigenen Pfleger, der Gott fürchtet und ihnen sorgfältig und eifrig dient“. 
Der Raum für die Kranken wird als Infirmarium bezeichnet.
Bei den Johannitern auf Rhodos war der Infirmarius der Leiter des Hospitals. Er unterstand dem Hospitalar, wurde von diesem ausgewählt und vorgeschlagen und dann von Meister und Rat für eine Amtszeit von zwei Jahren ernannt; bei Bewährung war die Bestallung erneuerbar. Der Infirmarius war immer ein (bezahlter) Servient (Sergeant, Sergant, Sergent), kein Ritterbruder. Er sollte, wie der Hospitalar selbst, aus der Zunge Francia kommen, konnte aber auch aus einer anderen berufen werden.